# Silverstone International 1953
Das Silverstone International 1953 war ein Sportwagenrennen, das am 9. Mai jenes Jahres am Silverstone Circuit ausgefahren wurde. Das Rennen zählte zu keiner Rennserie.

## Das Rennen
Bereits 1950 hatte die Scuderia Ferrari für das internationale Sportwagenrennen in Silverstone gemeldet und mit Alberto Ascari am Steuer eines Ferrari 166MM das Rennen für Sportwagen bis 2-Liter-Hubraum auch gewonnen. Drei Jahre später stellte wieder Ferrari den Sieger. Diesmal gewann der Werksfahrer und spätere Formel-1-Weltmeister Mike Hawthorn das Rennen. Hawthorn siegte mit einem Vorsprung von 16 Sekunden auf den US-Amerikaner Tom Cole, der ebenfalls einen Ferrari 340MM fuhr. Dritter wurde Aston-Martin-Werkspilot Reg Parnell. Für Cole war er das vorletzte Rennen seiner Karriere; knapp einen Monat später verunglückte der beim 24-Stunden-Rennen von Le Mans tödlich.

## Ergebnisse

### Schlussklassement
| 1               | S + 3.0 | 38 | Scuderia Ferrari           | Mike Hawthorn              | Ferrari 340MM Barchetta Touring | 33:43.000 |
| 2               | S + 3.0 | 37 | Atlantic Stable            | Tom Cole                   | Ferrari 340MM Spyder Vignale    | 33:59.000 |
| 3               | S 3.0   | 21 | Aston Martin Ltd.          | Reg Parnell                | Aston Martin DB3                | 34:11.000 |
| 4               | S 3.0   | 22 | Aston Martin Ltd.          | Peter Collins              | Aston Martin DB3                | 34:25.000 |
| 5               | S + 3.0 | 34 | Jaguar Cars Ltd.           | Peter Walker               | Jaguar XK120C                   | 34:29.000 |
| 6               | S + 3.0 | 33 | P. N. Whitehead            | Graham Whitehead           | Jaguar XK120C                   | 34:39.000 |
| 7               | S + 3.0 | 35 | Jaguar Cars Ltd.           | Stirling Moss              | Jaguar XK120C                   | 34:51.000 |
| 8               | S 2.0   | 17 | Equipe Anglais             | Alan Brown                 | Cooper T20 Sport                | 35:17.000 |
| 9               | S + 3.0 | 31 | Ecurie Ecosse              | Ian Stewart                | Jaguar XK120C                   | 35:18.000 |
| 10              | S 3.0   | 20 | Scuderia Irlanda           | Bobbie Baird               | Ferrari                         | 35:20.000 |
| 11              | S + 3.0 | 41 | Allard Motor Co.           | Sydney Allard              | Allard JR                       | 35:24.000 |
| 12              | S + 3.0 | 30 | Ecurie Ecosse              | Jimmy Stewart              | Jaguar XK120C                   | 35:30.000 |
| 13              | S 2.0   | 14 | Syd Greene                 | Dick Jacobs                | Frazer Nash                     | 35:49.000 |
| 14              | S 3.0   | 25 | Tony Gaze                  | Tony Gaze                  | Aston Martin DB3                | 33:44.000 |
| 15              | S 2.0   | 25 | Lawrence Mitchell          | Lawrence Mitchell          | Frazer Nash                     | 33:53.000 |
| 16              | S 2.0   | 10 | Dickie Stoop               | Dickie Stoop               | Frazer Nash                     | 34:15.000 |
| 17              | S 2.0   | 12 | W. H. Aldington            | Ken Wharton                | Frazer Nash Le Mans             | 34:17.000 |
| 18              | S + 3.0 | 39 | Ken Watkins                | Ken Watkins                | Allard J2                       | 34:28.000 |
| 19              | S 2.0   | 18 | Cooper Car Company         | Tony Crook                 | Cooper                          | 34:28.000 |
| 20              | S + 3.0 | 40 | Allard Motor Co.           | Philip Fotheringham-Parker | Allard JR                       | 34:46.000 |
| 21              | S 1.5   | 4  | Cliff Davis                | Cliff Davis                | Cooper                          | 35:26.000 |
| 22              | S + 3.0 | 44 | Ken Downing                | Ken Downing                | Aston Martin DB3                | 35:53.000 |
| 23              | S 2.0   | 16 | Kieft Cars                 | Michael Christie           | Kieft                           | 36:29.000 |
| 24              | S 1.5   | 3  | Monkey Stable              | Jim Mayers                 | Kieft                           | 34:01.000 |
| 25              | S 1.5   | 2  | Monkey Stable              | Pat Griffith               | Kieft                           | 34:31.000 |
| 26              | S + 3.0 | 36 | Jaguar Cars Ltd.           | Tony Rolt                  | Jaguar XK120C                   | 34:32.000 |
| 27              | S 2.0   | 43 | Bill Black                 | Bill Black                 | Frazer Nash Le Mans Replica     | 34:37.000 |
| 28              | S 1.5   | 6  | Fritz Huschke von Hanstein | Fritz Huschke von Hanstein | Porsche 356 Coupé               | 35:47.000 |
| 29              | S 1.5   | 7  | Hubert Patthey             | Hubert Patthey             | Porsche 356 Coupé               | 36:01.000 |
| 30              | S 1.5   | 1  | Monkey Stable              | Mike Keen                  | Kieft                           | 34:16.000 |
| Ausgefallen     |         |    |                            |                            |                                 |           |
| 31              | S 3.0   | 24 | Aston Martin Ltd.          | Geoff Duke                 | Aston Martin DB3                |           |
| 32              | S 2.0   | 42 | P. J. Kenneth              | John Buncombe              | Frazer Nash                     |           |
| 33              | S + 3.0 | 32 | Duncan Hamilton            | Duncan Hamilton            | Jaguar C-Type                   |           |
| Nicht gestartet |         |    |                            |                            |                                 |           |
| 34              |         | 5  | Richard von Frankenberg    | Richard von Frankenberg    | Porsche 356 Coupé               | 1         |
| 35              |         |    | W. H. Aldington            | Bob Gerard                 | Frazer Nash                     | 2         |
| 36              |         | 23 | Aston Martin Ltd.          | George Abecassis           | Aston Martin DB3                | 3         |
| 37              |         | 45 | Ecurie Ecosse              | James Scott Douglas        | Jaguar C-Type                   | 4         |

1nicht gestartet
2nicht gestartet
3nicht gestartet
4nicht gestartet

### Nur in der Meldeliste
Zu diesem Rennen sind keine weiteren Meldungen bekannt.

### Klassensieger
| Klasse  | Fahrer           | Fahrzeug                        | Platzierung im Gesamtklassement |
| ------- | ---------------- | ------------------------------- | ------------------------------- |
| S + 3.0 | Mike Hawthorn    | Ferrari 340MM Barchetta Touring | Gesamtsieg                      |
| S 3.0   | Reginald Parnell | Aston Martin DB3                | Rang 3                          |
| S 2.0   | Alan Brown       | Cooper T20 Sports               | Rang 8                          |
| S 1.5   | Cliff Davis      | Cooper                          | Rang 21                         |

### Renndaten
- Gemeldet: 37
- Gestartet: 33
- Gewertet: 30
- Rennklassen: 4
- Zuschauer: unbekannt
- Wetter am Renntag: unbekannt
- Streckenlänge: unbekannt
- Fahrzeit des Siegerteams: 33:43,000 Stunden
- Gesamtrunden des Siegerteams: 17
- Gesamtdistanz des Siegerteams: unbekannt
- Siegerschnitt: 142,507 km/h
- Pole-Position: Mike Hawthorn – Ferrari 340MM Barchetta Touring (#40) – 1:55,000
- Schnellste Rennrunde: Tom Cole – Ferrari 340MM Spyder Vignale (#37) – 1:56,000 = 146.193 km/h
- Rennserie: zählte zu keiner Rennserie